# Crise financeira de 33 d.C.
A crise financeira de 33 D.C foi uma crise financeira e econômica no Império Romano, durante o reinado do imperador Tibério. Após uma mudança na política do governo e uma série de confiscos que reduziram a oferta de dinheiro romana, a crise foi desencadeada pela invocação de uma lei antiga que resultou na retirada antecipada de empréstimos concedidos, o que gerou uma crise de crédito e uma queda nos preços dos imóveis. A crise acabou sendo resolvida com uma injeção de liquidez na forma de empréstimos sem juros, o que fez diversos estudiosos traçatem comparações modernas da crise com a crise financeira de 2007-2008.

## Contexto histórico

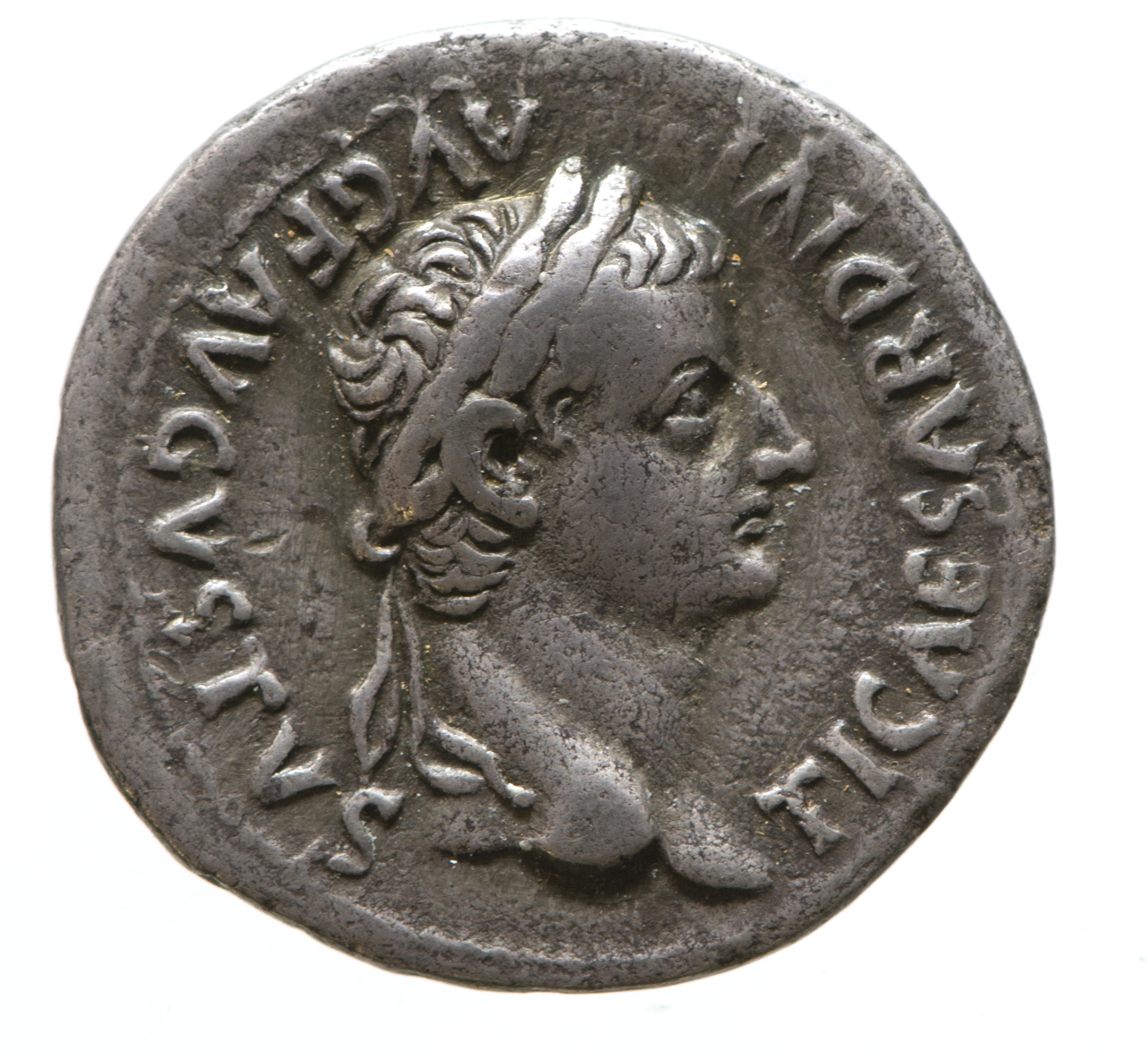
Um denário de Tibério.

De acordo com os Anais de Tácito, Júlio César havia aprovado uma lei em 49 A.C que regulamentava a usura, exigindo que os credores possuíssem uma certa quantidade de terras agrícolas na Itália. A lei foi aprovada como uma medida de guerra para impedir a fuga de capitais da Itália, mas foi amplamente ignorada.  Durante o início do reinado de Augusto, o governo romano expandiu significativamente a oferta de dinheiro através de doações em dinheiro, extensos projetos de obras públicas e aquisição de terras agrícolas italianas para os veteranos se estabelecerem (estas ações sendo parcialmente financiadas pelo tesouro do Egito). Como resultado, as taxas de juros caíram significativamente, de cerca de 12% para 4% ao ano.  
No entanto, mais tarde em seu reinado, o investimento público diminuiu e seu sucessor Tibério exacerbou a redução por meio de seus gastos frugais.  O governo romano teve um superávit orçamentário significativo durante o reinado de Tibério e acumulou grandes reservas fiscais.  Apesar da oferta monetária estagnada, moedas de ouro e prata fluíram do Império Romano para pagar as importações de bens de luxo, especialmente da Índia.  Após a prisão e execução de Sejano em 31 dC, seus seguidores foram processados e seus bens confiscados em benefício do estado romano.  Além disso, várias grandes casas de negócios faliram devido a eventos externos e uma corrida bancária ocorreu quando uma casa bancária faliu com outros bancos se recusando a socorrê-la.  Esses eventos resultaram em um declínio geral nos preços dos imóveis e terras agrícolas, levando o governo romano a intervir. 

## Crise
Em 33 D.C, os tribunais romanos começaram a aplicar a lei de César e começaram a processar vários cidadãos que estavam em violação. Quando o assunto foi levado ao Senado romano e ao imperador Tibério, foi decidido que um período de carência de dezoito meses seria concedido para os credores ajustarem suas participações para seguir a exigência legal. Tácito escreveu, provavelmente em exagero, que todos os senadores estavam violando a lei. Essa ordem resultou em uma rápida contração da oferta monetária devido a um grande número de empréstimos sendo solicitados antecipadamente pelos credores. Em uma tentativa de aliviar a crise, os agiotas foram obrigados a comprar uma proporção maior de terras agrícolas italianas em uma recriação da lei de César, mas isso só exacerbou a crise, pois a repentina demanda por dinheiro resultou em mais empréstimos sendo solicitados e o aumento de venda de bens imobiliários para fazer face a esses empréstimos. Vários bancos em Roma e em todo o império começaram a falir, com a consequente crise de crédito elevando significativamente as taxas de juros. Com os preços caindo rapidamente, aqueles que detinham dinheiro também optaram por adiar as compras na esperança de garantir preços ainda mais baixos.  Os historiadores econômicos MK Thornton e RL Thornton teorizaram que, devido ao intervalo relativamente longo entre a cessação de gastos públicos significativos e a crise, muitos proprietários de escravos gastaram suas reservas de dinheiro na manutenção dos  seus escravos e suas necessidades básicas, agravando ainda mais a crise. 
A crise foi resolvida após uma intervenção do governo, com Tibério nomeando uma comissão de cinco senadores que poderiam conceder empréstimos sem juros a proprietários de terras em dificuldades financeiras por um período de três anos. Um montante de 100 milhões de sestércios foi alocado para este programa e os empréstimos foram garantidos com terras agrícolas duas vezes o valor do empréstimo.  O sucessor de Tibério, Calígula, retomou os extensos gastos do Estado através de projetos de obras públicas depois que ele assumiu o poder em 37 dC. 

## Estudos
A crise financeira foi registrada por vários autores romanos, incluindo Tácito, Suetônio e Cássio Dio. Seus relatos da crise foram relativamente breves, sendo o relato de Tácito o mais detalhado dos três.  Thornton e Thornton apontaram como a maioria dos escritores da era romana não estava interessada em economia, mas seus relatos da crise eram bastante sofisticados e concluíram que a crise deve ter tido grende impacto na época.  Os estudos modernos sobre a crise são baseados nos relatos dos autores romanos, com o artigo de Tenney Frank de 1935 no American Journal of Philology.  O artigo de Frank de 1935 sobre a crise foi escrito em meio à Grande Depressão, quando a economia keynesiana era um conceito novo e o consenso geral culpava uma contração monetária pelo mal-estar.  Estudiosos modernos posteriores desenvolveram mais teorias sobre as causas da crise; o historiador Michael Crawford, por exemplo, concentrou-se mais nas saídas de moeda devido a déficits comerciais em vez de gastos estatais reduzidos sob Tibério. 
A crise foi comparada à crise financeira de 2007-2008, autores traçando paralelos sobre o aspecto imobiliário da crise e da intervenção governamental por meio de flexibilização quantitativa. O historiador Colin P. Elliott apontou que o interesse na crise de 33 d.C. aumentou após várias crises modernas, incluindo a Grande Depressão, a crise do petróleo de 1973, a Segunda-Feira Negra de 1987 e a crise de 2007-2008. 